# Wa22ermann
Wa22ermann, bürgerlich Summan Tariq (* 22. Januar 1999 in Pakistan) ist eine Rapperin aus Berlin.

## Leben und Werk
Wa22ermann wurde in Pakistan geboren und zog 2008 nach Berlin-Kreuzberg. In einem Interview beschreibt sie den Umzug als einen Kulturschock. Während der COVID-19-Pandemie wandte sie sich der Musik zu und schrieb Anfang 2020 ihren ersten Song. Anfangs stellte sie kurze Videos auf Instagram und Tiktok online, durch die Produzenten auf sie aufmerksam wurden und sie zu Sessions einluden. Im Oktober 2021 veröffentlichte sie schließlich ihren ersten Track Salsa. Ihren Künstlernamen Wa22ermann erklärt sie mit mehreren Anspielungen: ihr Sternzeichen sei Wassermann, die 22 sei ihre Lieblingszahl und ihr Vorname bedeute im Türkischen „Wasser“. Sie ist seit 2022 bei Four Music unter Vertrag und gab im November 2022 mit dem Track Gogos ihr Label-Debüt. Im Februar 2023 veröffentlichte sie die EP 07:30. Es folgten 2022 erste Festival-Auftritte unter anderem auf dem Stadt ohne Meer, dem Fusion Festival und dem Pop-Kultur. Bei den Cosmo Machiavelli Sessions am 6. März 2023 rappte sie neben Bounty & Cocoa, Eli Preiss und Babyjoy zusammen mit dem WDR Funkhausorchester über „Female Empowerment“. Es folgten Auftritte im April auf dem c/o pop und Ende Juni auf dem splash!. Zusammen mit Apsilon gab sie im Rahmen der Tour Bisschen Liebe, bisschen Hass im August und September 2023 eine Reihe von kostenlosen Konzerten, mit der Spenden für die Initiative Seebrücke gesammelt wurden. Im Juni 2024 erschien ihre EP 22:22. Im November 2024 ging sie auf ihre Tournee Was denn?!.

## Stil
Wa22ermanns EP 07:30 ist geprägt von „schnellen, tanzbaren Beats“ aus dem Techno und House-Bereich, inhaltlich beschäftigt sie sich mit dem Nachtleben. Die EP 22:22 handelt von der pakistanischen Kultur, ihrer Verwurzelung in Kreuzberg und ihre Lebensweise. Musikalisch ist sie im Trap-Stil mit 808-Bässen verbunden mit Blues-, Jazz- und Soul-Samples gehalten. Robin Schmidt vom Tagesspiegel beschreibt ihren Sprechgesang als „oftmals frech und düster“ sowie sei eine „gewisse Form von Melancholie“ vorhanden. Ihre Kreuzberger Herkunft thematisiert die Rapperin häufig in ihren Songs.

## Diskografie
EPs
- 2023: 07:30 (Four Music)
- 2024: 22:22 (Four Music)

Singles
- 2021: Salsa
- 2021: Graue Wolken (mit Ello)
- 2022: Bombermann
- 2022: Need for Speed
- 2022: gogos (Four Music)
- 2023: Bienennest (Four Music)
- 2023: Blaurot (mit Apsilon; Four Music)
- 2023: Maybachufer (Four Music)
- 2023: Aquarell (mit Apsilon; Four Music)
- 2024: TNs (Four Music)
- 2024: Naan & Lassi (Four Music)

Gastbeiträge
- 2022: BLBH (Apsilon feat. Wa22ermann, 32 Zähne EP; Four Music)

## Belege
1. ↑  Vanessa Seifert: Diese Deutschrap-Newcomerinnen musst du auf dem Schirm haben. Red Bull, 15. Februar 2023, abgerufen am 31. Juli 2023.
2. 1 2  Die Rapperin Wa22ermann bereichert die Raplandschaft mit düsteren Sounds. Cosmo, 17. Februar 2023, archiviert vom Original (nicht mehr online verfügbar) am 19. Mai 2023; abgerufen am 19. Mai 2023.
3. 1 2 3  Miriam Davoudvandi, Torben Hodan: Unterwegs mit Wa22ermann: Miriam trifft die Rapperin in Berlin-Kreuzberg (Doku). Diffus, 30. Dezember 2022, abgerufen am 19. Mai 2023.
4. ↑  Yannick Niang: Empfehlung des Tages: Wa22ermann – Gogos. Diffus, 20. November 2022, abgerufen am 19. Mai 2023.
5. ↑  „Bienennest“: Club-Realismus von Wa22ermann. ByteFM, 24. Februar 2023, abgerufen am 19. März 2023.
6. ↑  Ben Schiwek: Empfehlung des Tages: Wa22ermann – Bienennest. Diffus, 22. Januar 2023, abgerufen am 19. Mai 2023.
7. ↑  Wa22ermann – Pop-Kultur 2023. Abgerufen am 19. Mai 2023.
8. ↑  Machiavelli Sessions: Rap trifft Orchester: Bounty & Cocoa, Eli Preiss, Wa22ermann, Babyjoy & WDR-Funkhausorchester | ARD Mediathek. WDR, 6. März 2023, abgerufen am 19. Mai 2023.
9. ↑  c/o pop Festival | Wa22ermann. Abgerufen am 19. Mai 2023.
10. ↑  Wa22ermann. Archiviert vom Original (nicht mehr online verfügbar) am 4. März 2024; abgerufen am 30. Juli 2023.
11. ↑  Kevin Krow: Apsilon und Wa22erman beenden ihre ‘Bisschen Liebe, bisschen Hass’-Tour mit Überraschungsgast Peter Fox. In: Mostdope. 9. September 2023, abgerufen am 7. Oktober 2024.
12. 1 2  Robin Schmidt: „Neunziger-Kid, straight aus 61“: Die Berliner Rapperin Wa22ermann ist nicht zu stoppen. In: Tagesspiegel. 28. Juni 2024, archiviert vom Original; abgerufen am 7. Oktober 2024.
13. ↑  Leon Schäfers: 8 Deutschrap-Newcomer*innen, die du 2023 im Auge behalten musst. hiphop.de, 5. Februar 2023, abgerufen am 19. Mai 2023.

| Personendaten    | Personendaten              |
| ---------------- | -------------------------- |
| NAME             | Wa22ermann                 |
| ALTERNATIVNAMEN  | Tariq, Summan (bürgerlich) |
| KURZBESCHREIBUNG | Rapperin                   |
| GEBURTSDATUM     | 22. Januar 1999            |
| GEBURTSORT       | Pakistan                   |